# Safwan b. Umayya
Ṣafwān ibn Umayya (in arabo صفوان بن أمية‎?; La Mecca, ... – La Mecca, 661) è stato un Sahaba.
Appartenente al clan dei B. Jumaḥ dei Quraysh, era figlio di Umayya ibn Khalaf, uno dei leader della tribù meccana, che morì da pagano a Badr.
Sposò Nājiya bint al-Walīd ibn al-Mughīra, una delle figlie di al-Walīd ibn al-Mughīra e sorella di Khālid.
Abū Fakīh (o Fukayh) era uno schiavo di Ṣafwān ibn Umayya che, quando abbracciò l'Islam, fu sottoposto ad angherie e violenze dal suo padrone. Quando Abū Bakr venne a sapere di questi maltrattamenti riuscì a farsi vendere da Ṣafwān lo schiavo e lo liberò, facendolo quindi diventare un suo mawlā.
Cospirò insieme a suo zio paterno ʿUmayr b. Wahb al-Jumaḥī per uccidere Maometto, promettendogli di "pagargli tutti i debiti e di mantenergli la famiglia in caso di morte".
Ṣafwān b. Umayya prese parte alla battaglia di Badr, in cui suo padre trovò la morte ed egli stesso si salvò fuggendo.

## Parentele
Il cugino paterno di Ṣafwān era Wahb b. ʿUmayr, figlio di ʿUmayr b. Wahb.
La moglie Nājiya si convertì all'Islam prima di suo marito, dopo la conquista di Mecca del 630. Ṣafwān b. Umayya in quell'occasione prese nuovamente la fuga per rifugiarsi a Gedda ma Maometto incaricò Wahb ibn ʿUmayr d'inseguirlo, con il suo mantello in segno di salvacondotto e di perdono. Ṣafwān pertanto si presentò a Maometto, diventandone intimo collaboratore, benché egli non si convertisse esplicitamente (a norma di Sharīʿa) fin dopo la vittoria musulmana di Ḥunayn e la resa di Ṭāʾif.
Suo figlio ʿAbd Allāh morì a La Mecca, combattendo per la causa di ʿAbd Allāh b. al-Zubayr.